# San Michele Cavana
San Michele Cavana è una frazione del comune di Lesignano de' Bagni, in provincia di Parma.
La località dista 6,79 km dal capoluogo.

## Geografia fisica
La località sorge sui rilievi collinari appenninici della Val Parma, sulla sponda destra del torrente omonimo.
Il territorio è caratterizzato dall'alternanza di ampie zone coltivate a fitte boscaglie nei versanti più impervi; l'altura a monte dell'abbazia di San Basilide è ricoperta da una pineta ricca di diverse specie arboree, riqualificata nel 2012 con la realizzazione di un percorso ciclo-pedonale.

## Origini del nome
La località deve il suo nome all'arcangelo Michele, al quale in epoca medievale era intitolato un oratorio in seguito scomparso collocato nei pressi dell'abbazia di San Basilide, e al monte Cavana, che si erge tra il centro della frazione e il piccolo borgo di Ciola.

## Storia
Il borgo medievale di San Michele Cavana sorse lungo la trafficata via romea che conduceva all'abbazia di Linari sul passo del Lagastrello.
Nel IX secolo fu edificata nella località di Ciola l'originaria pieve intitolata a san Pietro, nei cui pressi la famiglia della Palude costruì un castello difensivo. Nei primissimi anni del XII secolo fu invece costruita ai piedi del monte Cavana l'abbazia di San Basilide; per offrire riparo ai numerosi pellegrini, furono eretti nella zona anche numerosi oratori, in seguito scomparsi.
Il territorio, dipendente nel XV secolo dai Rossi, passò successivamente ai Gigli Cervi, che ne mantennero i diritti feudali fino alla loro abolizione sancita da Napoleone per l'ex ducato di Parma e Piacenza nel 1805. San Michele Cavana divenne inizialmente frazione del comune di Parma, ma l'anno successivo fu aggregata al costituendo comune di Lesignano, rinominato nel 1837 Lesignano de' Bagni.

## Monumenti e luoghi d'interesse

### Abbazia di San Basilide

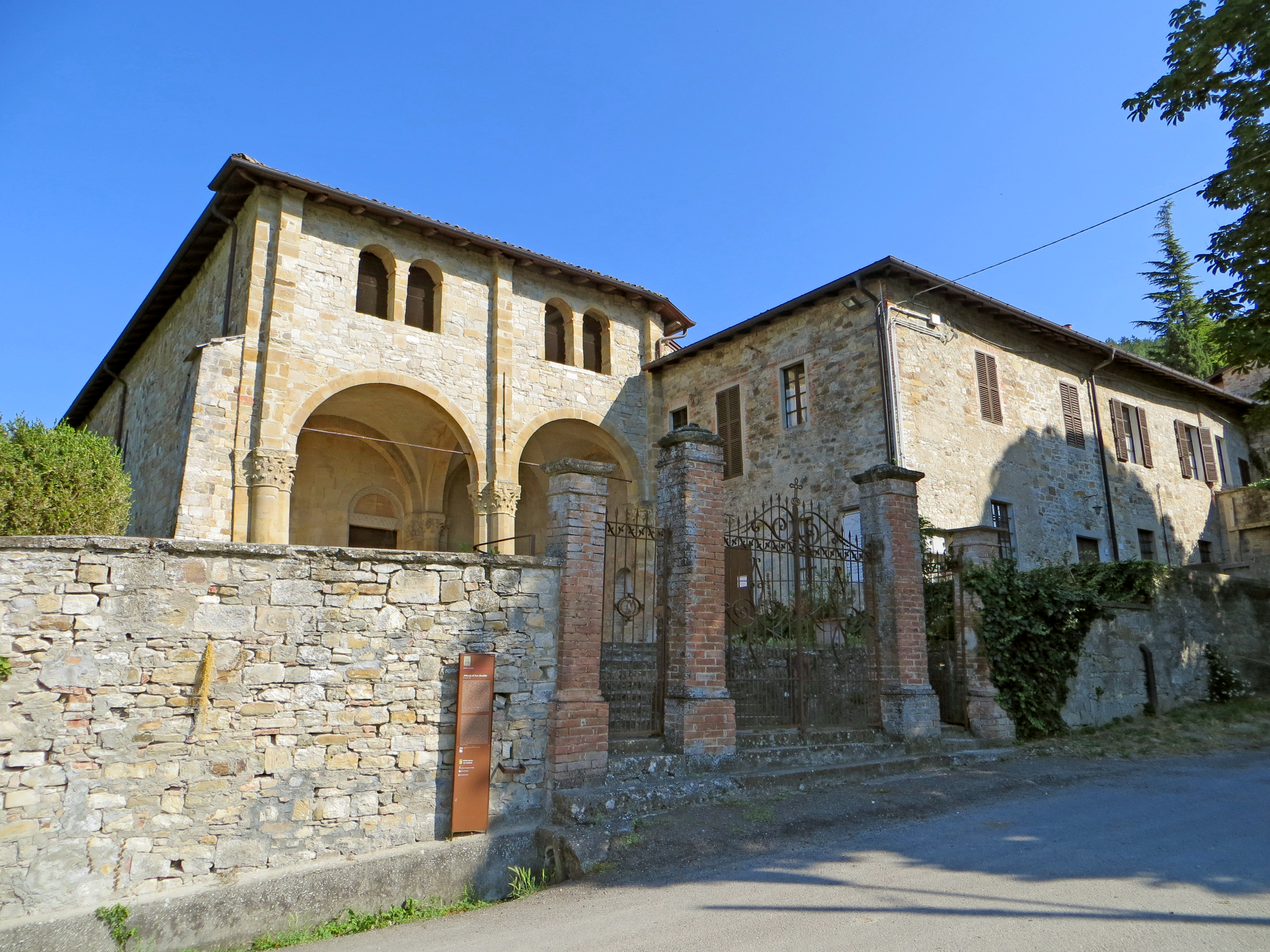
Chiesa dell'abbazia di San Basilide

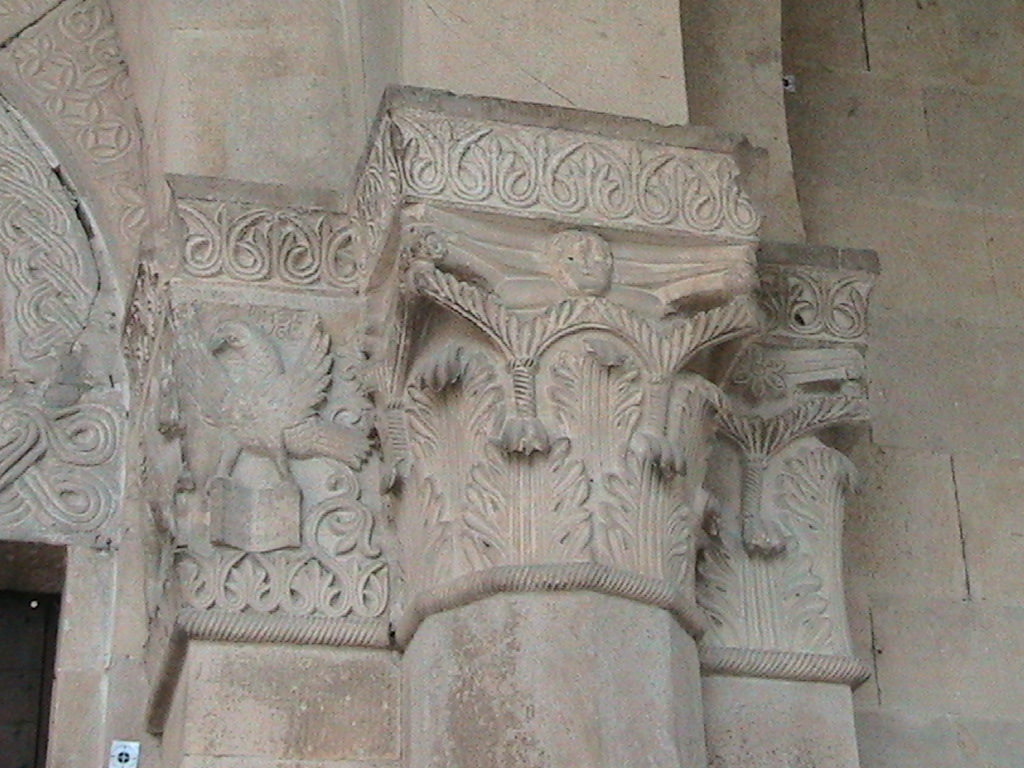
Capitello del nartece

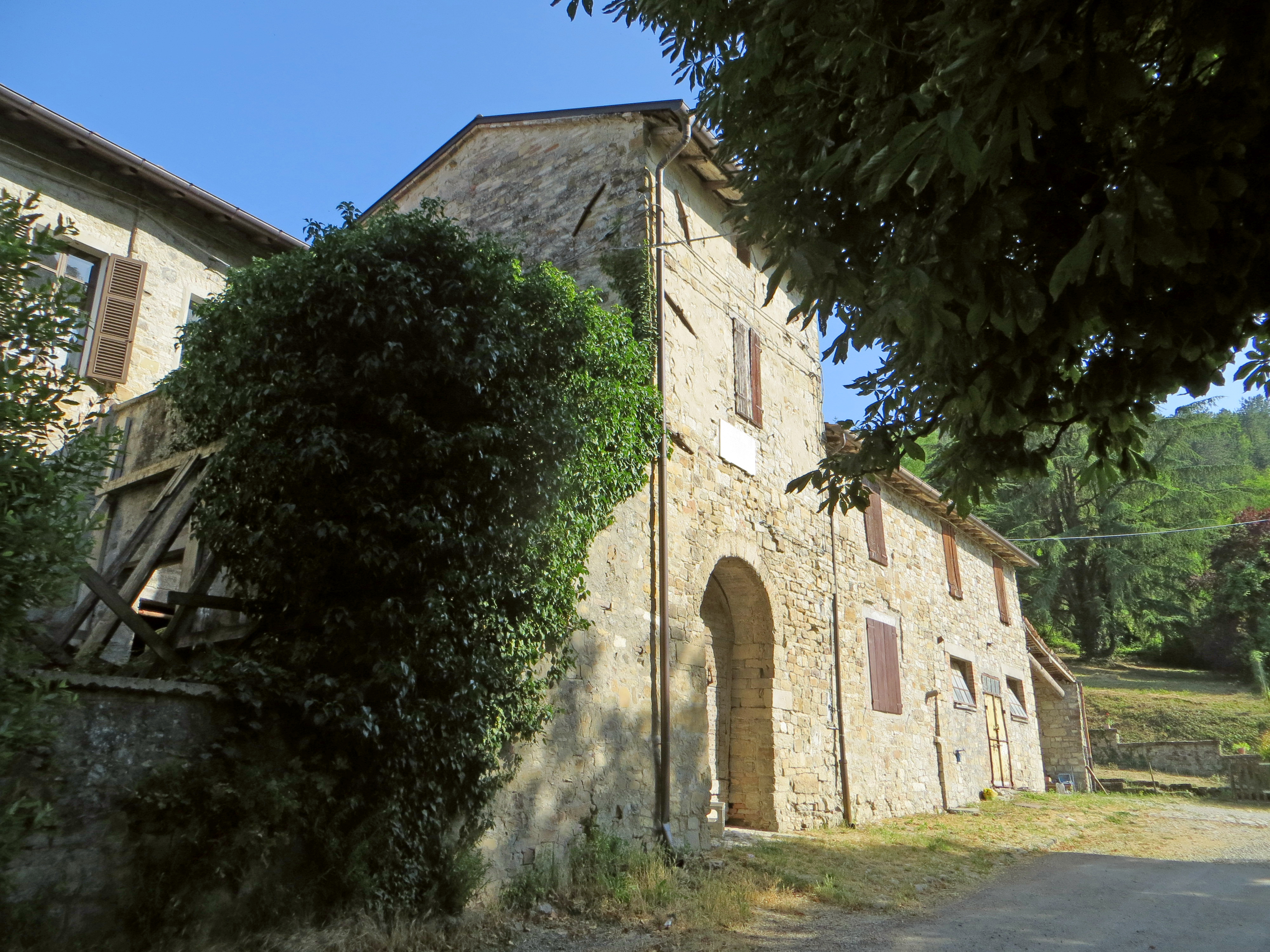
Abbazia di San Basilide

Edificata in stile romanico all'incirca tra il 1096 e il 1115 per volere di san Bernardo degli Uberti, l'abbazia vallombrosana fu danneggiata da un terremoto nel 1117, che comportò la ricostruzione della facciata della chiesa con l'aggiunta di un esonartece, poi modificato a partire dal 1256; sostenuta finanziariamente dalla famiglia della Palude, la struttura mantenne la piena autonomia fino al 1419, quando all'abate fu affiancato un commendatario; caduta in declino, fu ridotta a commenda di importanti famiglie nobiliari in seguito al definitivo allontanamento dei monaci dopo il 1484; successivamente al crollo della pieve di San Pietro, la chiesa fu elevata nel 1564 al rango di parrocchia e fu internamente ristrutturata in stile barocco agli inizi del XVII secolo e soprattutto nei primi anni del XVIII; dopo la confisca napoleonica del 1805, il monastero fu alienato a privati e destinato a usi residenziali e agricoli; nell'ottica di riportare alla luce l'originaria veste romanica, il luogo di culto fu completamente ristrutturato tra il 1934 e il 1942 e nuovamente nel 1961, rimuovendo tutte le aggiunte seicentesche e settecentesche; restaurato esternamente tra il 2004 e il 2005, fu danneggiato dal sisma del 2008 e ristrutturato interamente tra il 2011 e il 2015. La chiesa conserva vari elementi di pregio: il nartece romanico, retto da sei pilastri cruciformi coronati da capitelli riccamente scolpiti nei primissimi anni del XII secolo dalle stesse maestranze che operarono nel duomo di Parma; il portale d'ingresso sormontato da lunetta; il fonte battesimale di reimpiego; la cripta decorata con stucchi settecenteschi, contenente le spoglie di san Basilide; il portale d'accesso all'ex monastero. Il chiostro a pianta quadrata, seppur rimaneggiato nei secoli, custodisce della struttura medievale un'ampia bifora ad arco, alcune arcate, varie porzioni di pilastri e il monumento sepolcrale di Geraldino di Saviola.

### Pieve di San Pietro
Edificata nel IX secolo, la pieve di San Pietro fu menzionata per la prima volta nel 1230 nel Capitulum seu Rotulus Decimarum della diocesi di Parma; profondamente degradata già intorno al 1480, fu definitivamente chiusa al culto nel 1564, quando la chiesa dell'abbazia di San Basilide fu elevata al rango di parrocchia; completamente abbandonata, se ne perse in seguito ogni traccia, a eccezione di due lapidi conservate nella canonica della badia.

### Castello
Edificato in epoca medievale dai della Palude nei pressi della pieve di San Pietro, il castello fu successivamente abbandonato; nel 1615 se ne conservavano ancora i ruderi, in seguito completamente scomparsi.